# 천문로
천문로(Cheonmun-ro)는 경상북도 영천시 도동 도동 교차로와 화북면을 잇는 경상북도의 도로이다. 도로 명칭은 인근 보현산천문대에서 따온 것이다. 과거에는 전 구간 국도 제35호선에 속했다.

## 연혁
- 2004년 12월 28일 : 영천시 국도대체우회도로 개통으로 인해 영천시 도동 ~ 오미동 구간 폐지[1]
- 2009년 7월 30일 : 2개 이상 시·군에 걸쳐 있는 도로로 천문로를 고시[2]
- 2011년 12월 27일 : 노귀재터널(영천시 화북면 상송리 ~ 청송군 현서면 사촌리) 5.88km 구간 개통[3], 기존 7.1km 구간 폐지[4][5]
- 2015년 9월 21일 : 보현산댐 건설로 인해 영천시 화북면 횡계리 ~ 하송리 5.86km 구간 이설[6], 기존 5.55km 구간 도로 수몰로 폐지[7]

## 주요 경유지
경상북도
- 영천시 (도동 · 금노동 · 완산동 · 창구동 · 화룡동 · 오미동 · 대전동 · 오미동 · 도림동 · 화남면 · 화북면)

## 노선
| 이름                                        | 접속 노선                                             | 소재지 | 소재지                                   | 비고                  |
| ------------------------------------------- | ----------------------------------------------------- | ------ | ---------------------------------------- | --------------------- |
| 도동 교차로                                 | 국도 제4호선 국도 제35호선 (대경로)                   | 영천시 | 남부동                                   | 지방도 제925호선 구간 |
| 도동네거리                                  | 지방도 제925호선 (한방로) 도들앞길                    | 영천시 | 남부동                                   | 지방도 제925호선 구간 |
| (성남여중고입구)                            | 남촌길                                                | 영천시 | 남부동                                   |                       |
| 주남네거리                                  | 영화로                                                | 영천시 | 남부동                                   |                       |
| (금노지하차도)                              |                                                       | 영천시 | 남부동                                   |                       |
| 금노사거리                                  | 금완로                                                | 영천시 | 서:남부동 동:완산동                      |                       |
| 완산오거리                                  | 시장로 강남길                                         | 영천시 | 서:남부동 동:완산동                      |                       |
| (영천지하차도)                              | 강변로                                                | 영천시 | 서:남부동 동:완산동                      |                       |
| 영천교                                      |                                                       | 영천시 | 서:남부동 동:완산동                      |                       |
| 중앙동                                      |                                                       | 영천시 |                                          |                       |
| 중앙사거리                                  | 최무선로                                              | 영천시 |                                          |                       |
| 창구동                                      | 충효로 교촌길                                         | 영천시 |                                          |                       |
| 뒷고개                                      |                                                       | 영천시 |                                          |                       |
| 서부동                                      |                                                       | 영천시 |                                          |                       |
| 오미삼거리                                  | 외머리로                                              | 영천시 |                                          |                       |
| 오미 교차로                                 | 국도 제28호선 국도 제35호선 (영천시 국도대체우회도로) | 영천시 | 중앙동                                   | 국도 제35호선 구간    |
| 녹전 교차로                                 | 명산길                                                | 영천시 | 중앙동                                   | 국도 제35호선 구간    |
| 직동 교차로                                 | 녹전길                                                | 영천시 | 중앙동                                   | 국도 제35호선 구간    |
| 남도림 교차로                               | 하명길                                                | 영천시 | 중앙동                                   | 국도 제35호선 구간    |
| 도림 교차로                                 | 매산길                                                | 영천시 | 중앙동                                   | 국도 제35호선 구간    |
| 신호 교차로                                 | 신선로                                                | 영천시 | 화남면                                   | 국도 제35호선 구간    |
| 신호교                                      |                                                       | 영천시 | 화남면                                   | 국도 제35호선 구간    |
| 북영천 나들목 (북영천 교차로)               | 20호선 새만금포항고속도로                             | 영천시 | 화남면                                   | 국도 제35호선 구간    |
| 선관 교차로                                 |                                                       | 영천시 | 화남면                                   | 국도 제35호선 구간    |
| 학지 교차로                                 | 학지길                                                | 영천시 | 화남면                                   | 국도 제35호선 구간    |
| 금호교                                      |                                                       | 영천시 | 화남면                                   | 국도 제35호선 구간    |
| 금호 교차로                                 | 금호1길                                               | 영천시 | 화남면                                   | 국도 제35호선 구간    |
| 오산교                                      |                                                       | 영천시 | 화남면                                   | 국도 제35호선 구간    |
|                                             |                                                       | 영천시 | 화남면                                   | 국도 제35호선 구간    |
| 화북면                                      |                                                       | 영천시 |                                          | 국도 제35호선 구간    |
| (자천교 남단)                               | 화북길                                                | 영천시 |                                          | 국도 제35호선 구간    |
| 화북교                                      | 화북길                                                | 영천시 |                                          | 국도 제35호선 구간    |
| 옥계삼거리                                  | 별빛로                                                | 영천시 |                                          | 국도 제35호선 구간    |
| 옥계교 보현산댐공원 보현산댐 보현산댐전망대 |                                                       | 영천시 |                                          | 국도 제35호선 구간    |
| 입석 교차로                                 | 배나무정길                                            | 영천시 |                                          | 국도 제35호선 구간    |
| 입석2교 용소1교                             |                                                       | 영천시 |                                          | 국도 제35호선 구간    |
| 용소 교차로                                 | 법화길                                                | 영천시 |                                          | 국도 제35호선 구간    |
| 하송교                                      |                                                       | 영천시 |                                          | 국도 제35호선 구간    |
| 하송 교차로                                 | 내국길                                                | 영천시 |                                          | 국도 제35호선 구간    |
| 상송 교차로                                 | 지방도 제908호선 (삼국유사로)                         | 영천시 | 국도 제35호선 구간 지방도 제908호선 구간 |                       |
| 사방 교차로                                 | 국도 제35호선 지방도 제908호선                        | 영천시 | 국도 제35호선 구간 지방도 제908호선 구간 |                       |
| 노귀재                                      |                                                       | 영천시 |                                          |                       |
| 청송로와 직결                               |                                                       |        |                                          |                       |

## 주요 건물 및 시설
- GNC 경북천연염색산업연구원 (경상북도 영천시 천문로 181)
- 한국전력공사 영천지사 (경상북도 영천시 천문로 199)
- 영천초등학교 (경상북도 영천시 천문로 253)
- KT&G 영천지점 (경상북도 영천시 천문로 264)
- 대구지방법원 영천시법원 (경상북도 영천시 천문로 353)
- 중앙동주민센터 (경상북도 영천시 천문로 402-4)
- 영천시농업기술센터 (경상북도 영천시 천문로 622-13)
- 영천중앙초등학교 화남분교 (경상북도 영천시 화남면 천문로 1224)
- 화남파출소 (경상북도 영천시 화남면 천문로 1599)
- 영천지곡초등학교 (경상북도 영천시 화남면 천문로 1597-5)
- 영천화남우체국 (경상북도 영천시 화남면 천문로 1618-8)
- 영천농산물유통센터 (경상북도 영천시 화남면 천문로 1669)
- 영천산동중학교, 영천전자고등학교 (경상북도 영천시 화남면 천문로 1709)
- 화남119지역대 (경상북도 영천시 화남면 천문로 1748)
- 영천자천중학교 (폐교, 경상북도 영천시 화북면 천문로 2178)
- 화북검문소 (경상북도 영천시 화북면 천문로 2384)
- 보현산댐공원 (경상북도 영천시 화북면 천문로 2477)
- 한국수자원공사 영천권지사 (경상북도 영천시 화북면 천문로 2581)
- 보현산댐별빛전망대 (경상북도 영천시 화북면 천문로 2610)
- 자천초등학교 상송분교 (폐교, 경상북도 영천시 화북면 천문로 3036)

## 같이 보기
- 보현산천문대